# 16407 Oiunskij
16407 Oiunskij è un asteroide della fascia principale. Scoperto nel 1985, presenta un'orbita caratterizzata da un semiasse maggiore pari a 2,3961161 UA e da un'eccentricità di 0,1171978, inclinata di 5,91032° rispetto all'eclittica.